# 高橋奈七永
高橋 奈七永（たかはし ななえ、1978年12月23日 - ）は、日本の元女性プロレスラー。埼玉県川口市出身。本名及び旧リングネームは高橋 奈苗（読み同じ）。血液型B型。
SEAdLINNNGの創設者で2010年には女子プロレス大賞を受賞。初代ワールド・オブ・スターダム王者、初代BEYOND THE SEA SINGLE王者でもある。

## 概要
母子家庭で育ち、中学受験を経て中高一貫校の女子校に入学。中学2年生でプロレスに出会い女子プロレスラーに憧れるようになる。
高校中退後、アニマル浜口ジムでのトレーニングを経て1996年、17歳の時に全日本女子プロレスでデビュー。全女には団体解散まで所属し、最後のWWWA世界シングル王者となった。
プロレスリングSUNを経て、2008年4月のフリー転向後は夏樹☆たいよう、華名（現 ASUKA）とともにパッション・レッドというユニットで活動。自主興行の開催やNEO女子プロレスなどに参戦した。
特に2010年にはアイスリボンやJWP女子プロレスでタイトルを獲得した他、シュートボクシングの大会にも出場するなど、幅広い活躍をみせた。同年には自身初の東京スポーツ新聞社制定の女子プロレス大賞を受賞。
スターダムには旗揚げメンバーとして2011年から参戦。初代ワールド・オブ・スターダム王者となる。
2015年のスターダム退団後は新団体SEAdLINNNGを旗揚げ。自身もレスラーとして活動しながら、社長として同団体の運営に携わる。SEAdLINNNGには2021年末まで所属した。
2022年はGLEATやスターダムなどで活動していたが、2024年5月からは新団体マリー・ゴールドに旗揚げメンバーとして参加。2024年12月に、2025年5月での現役引退を表明した。

## 所属
- 全日本女子プロレス（1996年 - 2005年）
- フリー（2005年 - 2006年）
- プロレスリングSUN（2006年 - 2008年）
- フリー（2008年 - 2010年）
- スターダム（2011年 - 2015年）
- SEAdLINNNG（2015年 - 2021年）
- フリー（2022年 - 2024年）
- マリーゴールド（2024年 - 2025年）

## 経歴
1996年
- 7月14日、全日本女子プロレス後楽園ホール大会で対中西百重戦でデビュー

2000年
- つんくプロデュース「キッスの世界」のメンバーとしてCDデビュー。

「バクバクKiss」（2000年5月24日発売）
「Kiss of the world」（2001年9月15日発売）
2005年
- 1月7日、後楽園ホールにおいて、中西百重の引退試合の相手を務める。
- 4月17日、全日本女子プロレスの解散まで所属した。

2006年
- 10月1日、後楽園ホールにおいて女子プロレス団体「プロレスリングSUN」を旗揚げ。

2007年
- 5月13日、アメリカ合衆国でアメージング・コングを破りAWA世界女子王者を奪取。しかし、翌14日にAWAによって剥奪された（AWAベルトは協会預り）。
- 5月27日、後楽園ホールにおいてウェズナー・ビュージック、アメージング・コングによる勝ち残り方式の3WAYマッチで王座決定戦が行わた。高橋は勝利し王座奪回に成功した。
- 9月11日、プロレスリングWAVE初参戦。メインにて同団体のエースである桜花由美に勝利。

2008年
- 4月24日、プロレスリングSUNのホームページ上で夏樹☆たいようと共にフリー転向を発表。華名も合流し、トリオユニット『パッション・レッド』結成。
- 10月4日、全日本女子プロレス時代の先輩で付き人をしたこともある井上京子を破り、NWA女子パシフィック王座&NEO認定シングル王座を奪う。かねがね自分に不足しているものは『ベテラン選手からの勝利』と語っていた高橋にとって、京子超えは実に13年かけた悲願であり、女子プロレスにおける高橋の実力を証明した試合であった。

2009年
- 1月10日、板橋グリーンホールにて、パッション・レッドとしての第一回自主興行を行う。
- 1月25日、道場を開設させたアイスリボンにレギュラー参戦を開始。
- 4月4日 - 4月12日、アイスリボン牧場みのりからの指名を受け、インターナショナル・リボンタッグ王者決定トーナメントに出場し優勝。自身3冠を達成。
- 5月3日、板橋グリーンホール、第二回パッション・レッド興行を開催。メインで行われた、さくらえみとの2冠戦で脳震盪を起こし、TKO負けとなりNEO統一2冠王座から転落。
- 5月31日、息吹・後楽園大会で復帰。続いて6月6日にはアイスリボンにも参戦再開。
- 7月5日、NEOミッドサマー・タッグトーナメント'09優勝（パートナーはさくらえみ）
- 10月10日、NEO新木場大会にて京子・松本浩代の持つNEO認定タッグ王座に挑戦し、勝利（パートナーは華名）。
- 11月3・4日、古巣とも言うべきZERO1に夏樹らと参戦。

2010年
- 1月23日、高橋との不仲が取りざたされていた華名がパッション・レッドから離脱。NEO女子プロレスのリングで両者のシングルマッチが組まれるか否かに注目が集まるが、最終的に組まれることはなかった[5]。
- 2月20日、アイスリボン大阪ミナミ ムーブ・オン アリーナ大会、パッション・レッド入りしたしもうま和美をパートナーに、インターナショナル・リボンタッグ選手権試合（vs松本浩代・星ハム子）に勝利し、王座奪還。
- 4月17日、アイスリボン板橋大会、松本都の持つトライアングルリボン王座に挑戦し勝利（もう一人はりほ）。2冠達成。
- 4月18日、JWP後楽園大会、JWP認定無差別級選手権試合で9度目の王座防衛を狙った春山香代子に挑戦し勝利。同タイトルを奪還し、アイスリボンの分を含め3冠を達成。エネミーによるJWP無差別王座奪取は豊田真奈美以来、2人目となった。
- 7月2日、JWP3選手立会いの下、19時女子プロレスにおいてさくらとの「おんな巌流島2010」を戦い、勝利[6]。
- 7月18日、JWP後楽園大会で米山香織を相手に初防衛に挑むが、王座陥落。
- 7月26日、シュートボクシングの女子大会「Girls S-cup 2010」への参戦を表明[7]。8月29日、Girls S-cup 2010で一夜限りの復帰を果たした風香とSBスペシャルエキシビションマッチを行った[8]。
- 9月7日、風香が2011年に旗揚げする新団体「スターダム」に、夏樹☆たいようと共に参加することを発表[9]。
- 9月25日、アイスリボン道場マッチにて、インターナショナルリボンタッグ王座を獲得（パートナーはさくらえみ）。
- 12月9日、プロレス大賞「女子プロレス大賞」を初受賞。
- 12月23日、JWP後楽園大会を最後にJWPから撤退。
- 12月29日、アイスリボン道場マッチをもってアイスリボンへのレギュラー参戦を終了。スターダムでの活動に比重を移す。

2011年
- 1月23日、スターダム旗揚げ。
- 2月12日、スターダム新人選手相手に連戦を行う「情熱注入」シリーズ開始。
- 4月17日、ディファ有明でのワールド女子プロレス・ディアナ旗揚げ戦に参戦（大会延期により参戦できなくなったアジャ・コングの代役）。野崎渚に勝利する。これがスターダム旗揚げ後初の他団体となる。
- 7月24日、自身のデビュー15周年記念を兼ねてスターダム初の後楽園大会を開催。初代ワールド・オブ・スターダム王座を獲得。
- 10月、テレビドラマ、ここが噂のエル・パラシオ（テレビ東京）にレギュラー出演する。

2012年
- 2月19日、最初で最後のSMASH参戦。TDCホール大会で中川ともか、花月と組み、真琴&リン・バイロン&雫あき（現：雫有希）と6人タッグで対戦。
- 3月20日、後楽園大会にて里村明衣子をワンセコンドEXで下し、ワールド・オブ・スターダム王座を奪取。
- 10月8日、ディアナ六本木大会における「井上京子25人掛け」の23人目として登場。
- 11月4日、我闘雲舞に初参戦。板橋グリーンホール大会で中森華子と対戦して勝利。試合終了後、モーリーの挑戦を受けて12月20日の我闘雲舞板橋大会でメインカードとして対戦することが決定。

2013年
- 3月17日、後楽園でアルファ・フィーメルに敗れ、ワールド・オブ・スターダムから陥落。
- 7月15日、大阪・ナスキーホール・梅田大会で第5代ゴッデス・オブ・スターダム王座決定トーナメントを制し、王座に就く。（パートナーは脇澤美穂、決定戦の相手は夏樹☆たいよう&世IV虎）

2014年
- 10月5日、ディアナ初の後楽園大会にて、井上京子から推薦され生え抜き第2号となる田中盟子のデビュー戦の相手を務め勝利[10]。

2015年
- 5月13日、当日付でスターダム退団を発表[11]。足首の怪我が治り次第、フリーとして復帰する予定。
- 6月12日、引退後世界旅行を終え帰国した夏樹（後に「南月たいよう」に改名）と新団体「SEAdLINNNG」の設立を発表[12]。
- 6月25日、SEAdLINNNG後楽園ホール大会の開催並びにリングネームを高橋奈七永に改名することを発表。
- 7月17日、ラスベガスで行われたROHの興行で復帰。
- 8月26日、SEAdLINNNG後楽園ホール大会を開催。
- 10月30日、Rt 10-Happy Halloween WAVEの試合後に二上美紀子に呼びこまれて登場。山下りなにSEAdLINNNGに参戦を要求すると、山下から対戦を要求される。
- 12月27日、年末大感謝祭 THANKsGIVING WAVEに参戦し、山下に冷蔵庫爆弾を決めて勝利。試合後大畠美咲から対戦を要求される。

2016年
- 1月3日、HAPPY NEW YEAR WAVE’16に参戦し、大畠と息吹でのシングル以来2度目のシングルを行う。ワンセコンドEXを決めて勝利。試合後、水波綾からも対戦を要求される。
- 2月6日、Early Valentine waveに参戦し、水波と対戦し勝利。
- 7月3日、WAVE後楽園ホール大会で水波と再戦。
- 12月11日、ミャンマー・ヤンゴンで開かれたラウェイ興行に出場し、現地の女子61 - 64キロ級王者であるシェー・シン・ミンに勝利[13]。

2017年
- 8月24日、後楽園ホール大会でザ・グレート・サスケと対戦。高橋もイスを駆使した試合運びを見せる、ラダーからの冷蔵庫爆弾を投下するなどの活躍を見せ、最後はラダー上へのイクボムで3カウントを奪い、TLCマッチを制した。記録は13分34秒でエビ固め。試合後、高橋はサスケから「凄い人がいました。私の目に狂いがなかった。彼女こそがリアルワンダーウーマン」と賛美の言葉を受け、さらに「私の頼もしいパートナーになってもらいたい!」とムーの太陽への勧誘を宣言される[14]。

2019年
- 9月18日、後楽園ホール大会でで中島安里紗が彩羽匠を破り、BEYOND THE SEA SINGLE王座を獲得。試合後、中島が高橋を挑発してシングルマッチの流れとなり、高橋が「髪を懸けろ」と要求。中島は断固拒否の構えを見せていたが、9月23日川口での直接対決（6人タッグマッチ）で高橋が中島から直接フォール勝ちし、再度、髪切りを要求したことを受けて中島も受諾。11月2日のカルッツかわさき大会でのシングルマッチは「敗者髪切りデスマッチ」で決行される事になった。さらに10月6日新宿大会で中島が笹村あやめを相手に王座防衛に成功。この結果を受けてBEYOND THE SEA SINGLE王座も懸けられることになった[15]。
- 11月2日、カルッツかわさき大会にて中島とBEYOND THE SEA SINGLE王座戦および「髪切りマッチ」を行うも敗戦し、高橋が坊主となった。

2021年
- 12月14日、高橋は社長を務めるSEAdLINNNGを年内で退団することを発表。また2017年からうつ病を患っていることを告白した。退団する理由として2020年2月に手術した左足関節および10月手術した右ヒザの治療に専念するためとして、来年以降社長兼プレーヤーとして活動することは困難と判断したうえでの退団と説明した[16]。

2022年
- 高橋の全女の先輩に当たるブル中野のYouTube「ぶるちゃんねるBULLCHANNEL」にゲスト出演。
- 3月23日、GLEAT新宿大会に来場し参戦を宣言した[17]。

2024年
- 5月20日、後楽園ホールで行われたマリーゴールド旗揚げ戦でビクトリア弓月に冷蔵庫爆弾で完勝[18]。
- 12月に2025年5月での現役引退を表明した[4]。

## 得意技
女子レスラーとしては貴重なパワーファイターであり、優れた体を生かしながらラリアット、冷蔵庫のような飛び技といった気合いの入ったようなプロレスを身上としている。
冷蔵庫爆弾
変形バックドロップ
ナナラッカ
ナナロック
チャナラッカ☆百
技名の「百」は、技の開発者で親友の中西のことを指している。
アルバトロス
ワンセコンド
ワンセコンドEX
ショットガンΩ
イクボム
技名の「イク」は、高橋がCHICK FIGHTS SUN時代に技を伝授してくれたコーチの日高郁人のことを指している。
19
技名は、技を使用した日が高橋の現役生活19年目を迎えたことが由来。
シャイニング膝アッパー
リバーススプラッシュ
クローズライン

## 入場曲
- 初代 : NANARACKA

「バクバクKissの世界-W EXPLOSION-」に収録
- 2代目 : MIRACLE PASSION
- 3代目 : SUPER PASSION NANARACKA〜LIFE IS CHALLENGE!〜

「MARIGOLD RISE〜ENTRANCE MUSIC〜」に収録

## タイトル歴
全日本女子プロレス
- 全日本シングル王座（第28代）
- 全日本タッグ王座（第23代、第25代）（パートナーは中西百重）
- WWWA世界シングル王座（第58代、第60代）
- WWWA世界タッグ王座（第109代、第111代、第113代、第116代、第119代）（パートナーは中西百重→渡辺智子→三田英津子→浜田文子）
- 21世紀リーグ優勝（2000年）
- ジャパングランプリ優勝（2002年）
- タッグリーグ・ザ・ベスト優勝（1998年、2003年）（パートナーは中西百重→浜田文子）

JDスター女子プロレス
- クイーン・オブ・ザ・リング王座（第7代）

CHICK FIGHTS SUN
- AWA世界女子王座（第2代、第4代、第5代）

NEO女子プロレス
- NWAパシフィック女子&NEO認定シングル王座（第20代）
- NEO認定タッグ王座（第11代）（パートナーは華名）

アイスリボン
- トライアングルリボン王座（第3代）
- インターナショナルリボンタッグ王座（第5代、第9代、第13代）（パートナーは牧場みのり→しもうま和美→さくらえみ）

JWP女子プロレス
- JWP認定無差別級王座（第14代）

スターダム
- ワールド・オブ・スターダム王座（初代）
- ゴッデス・オブ・スターダム王座（第5代、第7代、第26代）（パートナーは脇澤美穂→宝城カイリ→優宇）
- STARDOM 5★STAR GP優勝（2013年）
- GODDESSES OF STARDOM優勝（2014年、2022年）（パートナーは宝城カイリ→優宇）

マリーゴールド
- マリーゴールド・ツインスター王座（第4代）（パートナーは山岡聖怜）

SEAdLINNNG
- BEYOND THE SEA SINGLE王座（初代）

超花火プロレス
- 爆女王（第4代）

プロレス大賞
- 女子プロレス大賞（2010年）

## エピソード
- 以前の団体内でのキャッチフレーズは「極太あやや」。
- アイスリボン参戦時には「初心に帰りたい」という意向から、ナナラッカ等の一部の技を封印している。
- 情熱的な戦いをモットーとしており、パッション・レッドを結成以降は、それを「パッション」と表現している。スターダムやマリーゴールドでは「パッション注入」と称し若手や伸び悩んでいる選手らの壁として試合を繰り広げた。
- デビュー戦や引退試合の相手として指名されることが多い。スターダムでも鹿島沙希のデビュー戦の相手となり、夏樹☆たいようの引退試合の相手に指名されている。また、ワールド女子プロレス・ディアナ代表の井上京子より、田中盟子のデビュー戦の相手として推薦されている。

### うつ病の公表
高橋は多忙の中2017年にうつ病と診断される。不眠、意欲や興味の低下に悩まされ、症状が強いときは｢ずっとベットで寝ているしかできなくて、月の半分動ければいい方｣な時もあったと語っている。
うつ病は表面上は｢元気そうに見えるから、気づかれない｣とし、同疾患への理解促進のためにSEAdLINNNG退団発表にあわせ2021年12月に公表した。医師から環境を変えるよう長年勧められており、4年間悩んだ末その具体策として社長退任と団体退団を選択したという。2022年12月のインタビューでは、現在は症状が軽減したほぼ寛解状態であると話している。

## ウェブテレビ出演
- 愛のハイエナ（2023年7月11日、ABEMA）仕掛け人